# یواس‌اس کاربو (آی‌ایکس-۱۱۴)
یواس‌اس کاربو (آی‌ایکس-۱۱۴) (به انگلیسی: USS Caribou (IX-114)) یک کشتی بود که طول آن 441 feet 6 inches بود. این کشتی در سال ۱۹۴۳ ساخته شد.